# Seulline
Seulline is een gemeente met de status van commune nouvelle in het Franse departement Calvados in de regio Normandië. De gemeente is op 1 januari 2016 ontstaan door de fusie van de gemeenten Coulvain en Saint-Georges-d'Aunay. Op 1 januari 2017 werd ook de gemeente La Bigne opgenomen als derde commune déléguée. Seulline telde op 1 januari 2022 1.309 inwoners.

## Geografie
De oppervlakte van Seulline bedroeg op 1 januari 2022 31,67 vierkante kilometer; de bevolkingsdichtheid was toen 41,3 inwoners per km².
De onderstaande kaart toont de ligging van Seulline met de belangrijkste infrastructuur en aangrenzende gemeenten.

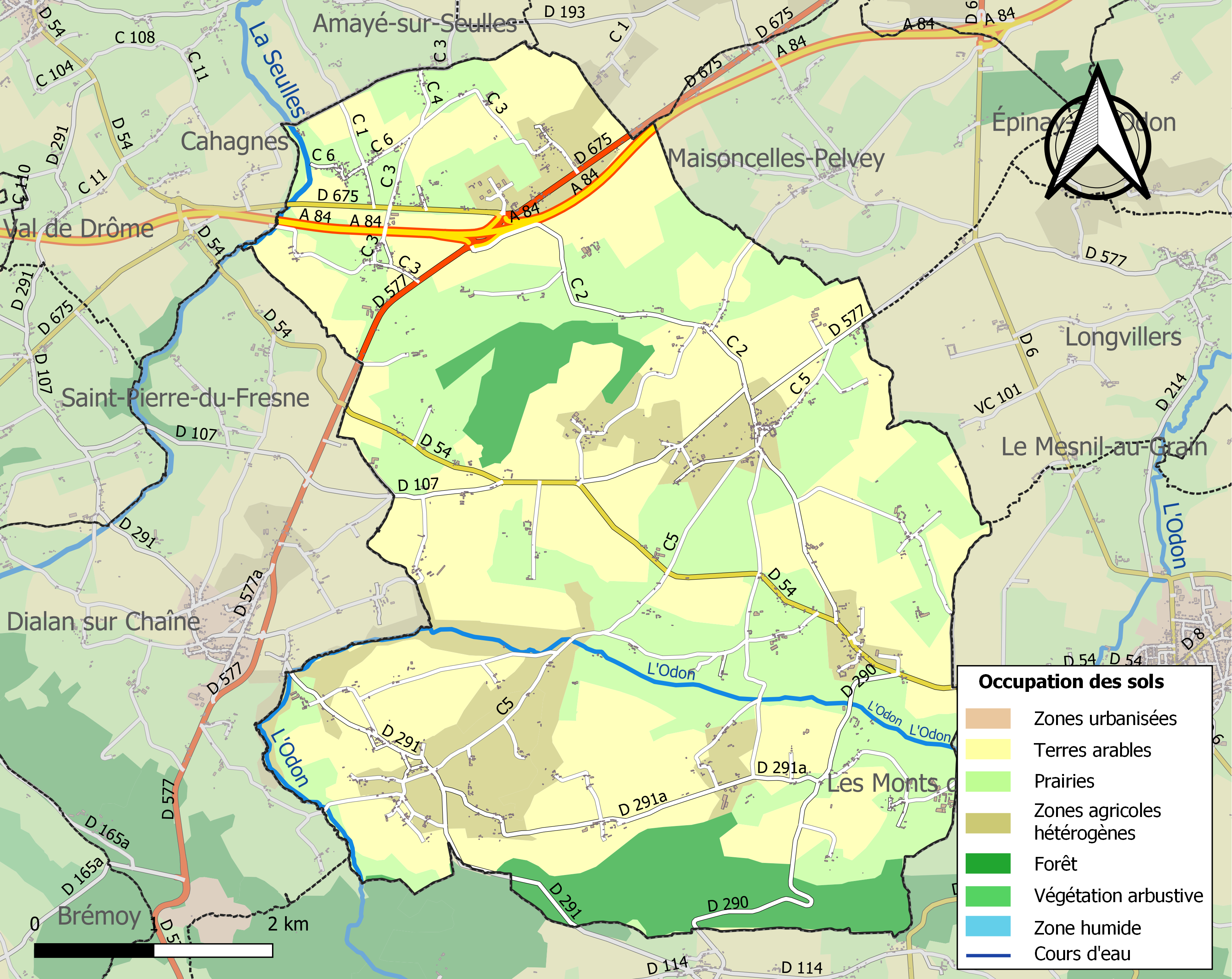

La Bigne · Coulvain · Saint-Georges-d'Aunay